# Cylindraspis vosmaeri
La testuggine gigante di Rodrigues dal dorso a sella (Cylindraspis vosmaeri) era una specie di testuggine della famiglia dei Testudinidi. Era endemica di Rodrigues. Si ipotizza che la sua scomparsa sia dovuta all'introduzione di predatori sull'isola e alla caccia da parte dell'uomo.

## Biologia
C. vosmaeri era la più grande delle due specie di testuggini giganti di Rodrigues: raggiungeva gli 80 cm di lunghezza, mentre l'altra, la testuggine gigante di Rodrigues a cupola (C. peltastes), non superava i 42 cm. Tuttavia si distinguevano l'una dall'altra non tanto per le dimensioni, ma soprattutto per le variazioni portate dall'adattamento. La C. vosmaeri era «sellata», cioè con il bordo anteriore del carapace (guscio superiore) rialzato, la qual cosa le permetteva di sollevare maggiormente la testa e di brucare erbe molto più alte di quelle che riusciva a mangiare la sua parente. Il guscio della specie più piccola era a cupola e andava fino al suolo, obbligandola quindi a brucare erbe basse. Le due specie, originariamente molto simili, si adattarono così a dividersi la vegetazione disponibile sull'isola.

## Prime osservazioni
François Leguat, naufrago ugonotto, riportò nel suo diario: «Ci sono talmente tante testuggini di terra su questa isola, che a volte se ne vedono dei branchi di 2-3000 individui; così si possono fare più di cento passi camminando sulle loro schiene e senza mai toccare a terra con i piedi. Si radunano di sera in luoghi abbastanza oscuri e stanno così vicine che uno potrebbe credere che il posto sia pavimentato con i loro gusci». Diceva che la C. vosmaeri pesava circa 45 kg e ne decantava la carne, in particolare il fegato che era così delizioso che «sembrava essere sempre già condito».

## Caccia
Malgrado la cattura occasionale di testuggini di Rodriguez da parte dei pirati e di alcune navi olandesi, fu solo dopo la pubblicazione nel 1708 delle memorie di Leguat che l'isola iniziò ad essere considerata una riserva di carne per le flotte francesi e inglesi. Infatti da quel momento in poi le navi si recarono là regolarmente per portare via tutte le testuggini che riuscivano a trasportare. Nel frattempo le testuggini sulla vicina colonia di Réunion andavano scarseggiando e i branchi di Mauritius si erano probabilmente già estinti. C'era allora una certa rivalità riguardo ai diritti sulle testuggini; durante la breve vita della colonia, sull'isola di Rodriguez i coloni dovettero rispettare un limite massimo fissato di rettili da catturare fino a che il bestiame introdotto non fosse aumentato. Quando nel 1730 cadde la colonia, la Compagnia francese delle Indie Orientali decretò che gli abitanti di Mauritius potevano catturare le testuggini solo nei piccoli isolotti a nord, le isole Flat e Round, e che si dovevano ridurre anche le navi sulla rotta per l'India: «È vietato ai capitani inviare barche per catturare testuggini senza informare i comandanti dell'isola e dichiarare il numero di cui hanno bisogno». La società cercava disperatamente di fare durare quelle riserve di carne fino a che non fosse stato costruito un porto di scalo nell'Atlantico. Purtroppo tutti quei provvedimenti non furono rispettati. Quando Mahé de La Bourdonnais arrivò sull'isola in qualità di Governatore Generale di Mauritius e di Réunion scoprì che proprio le navi della Compagnia erano le peggiori saccheggiatrici di Rodriguez.

## Estinzione
La Bourdonnais ricolonizzò Rodriguez con un piccolo gruppo di soldati, di lascar e di schiavi: voleva infatti raccogliere le testuggini e trasportarle su Mauritius. Mandavano circa 10.000 testuggini ogni anno, con dei carichi navali che a volte superavano le 6000 unità: sfortunatamente, però, durante il trasporto morivano molto spesso i tre quarti del carico. L'ultimo grosso trasporto venne effettuato nel gennaio del 1768, quando salpò L'Heureux con 1215 C. vosmaeri. Nel 1791 moriva su Rodriguez l'ultimo soprintendente, Jean de Valgny, un naufrago virtuale che dipendeva per il cibo per sé e i suoi due schiavi soprattutto dalla generosità delle navi visitatrici. Infatti le testuggini se ne erano andate e, con loro, anche l'interesse della Francia per Rodriguez. Le ultime due testuggini di quel luogo furono avvistate nel 1795 in fondo ad un burrone.